# Химпром (Волгоград)
«Химпро́м» — химическое предприятие в городе Волгограде. Основано в Сталинграде в 1931 году.
На 2019 год производство полностью остановлено, планируется полная реновация с сохранением химической специализации площадки завода.

## История

### СССР
Предприятие начало свою деятельность 1 июня 1931 года как Сталинградский химкомбинат. В 1935 году на заводе началось производство оборонной продукции. Вплоть до Сталинградской битвы на заводе производился иприт.
В преддверии Сталинградской битвы по постановлению Государственного комитета обороны СССР 21 июля 1942 года № 2072сс «Об эвакуации завода № 91 Наркомата химической промышленности» началась эвакуация рабочих, инженерно-технических работников, служащих с членами их семей, основного оборудования, материалов, готовой продукции через станцию Владимировская пристань (Ахтубинск) с назначением в город Кемерово Новосибирской области на завод № 510. Для этого было выделено 77 крытых вагонов, 218 платформ и 164 цистерны. Часть оборудования и материалов эвакуировалась на заводы Урала. 14 февраля 1943 года было издано постановление ГКО № 2895 «О восстановлении завода № 91 Наркомата химической промышленности в г. Сталинграде».
В 1952 году при заводе была создана проектная группа московского института «Гипрохлор». В следующем году она получила статус проектной бригады, основной задачей являлась разработка проектной документации по реконструкции и расширению действующих производств. В 1956 году бригада преобразована в Сталинградский филиал Государственного союзного института «Гипрохлор». Позднее, уже в 1969 году на базе филиала был создан государственный союзный проектный институт по проектированию производств органического синтеза (Гипросинтез). Институт проектировал производства различных предприятий химической отрасли Советского Союза, а начиная с 1986 года — и производства по уничтожению химического оружия:281—282.
В 1959—1960 годах на заводе было развёрнуто производство зарина. Массовый выпуск этого отравляющего вещества начался на новой, так называемой «маргариновой» площадке, где размещались цех № 30 по производству самого зарина и цех № 60 по снаряжению им боеприпасов. Вскоре цеха объединили в единый цех № 34. Позднее было запущено производство зомана и V-газов.

### Российская федерация
В 1994 году на базе активов государственного предприятия «Химпром» было образовано Волгоградское открытое акционерное общество (ВОАО) «Химпром» со специализацией на производстве химической продукции технического назначения. В 1996 году зарегистрировано как открытое акционерное общество. В 2004 году предприятие попало в список стратегических предприятий, доля государства в уставном капитале определена в размере 51 %.
26 марта 2007 года Анатолий Сердюков избран председателем совета директоров ВОАО «Химпром».
По состоянию на 2008 год Росимущество владело 51 % уставного капитала предприятия, 34 % принадлежало Silcera Enterprises Limited (управляется ОАО «Ренова-Оргсинтез»), 5,1 % — Lancrenan Investments Limited (аффилирована с Prosperity Capital).
В последние годы своего существования предприятие находилось в собственности юридического лица Волгоградское открытое акционерное общество «Химпром» (ВОАО «Химпром»), которое, в свою очередь, контролировалось государственной корпорацией «Ростех». Согласно отчёту «Ростеха» по состоянию на февраль 2014 года предприятие неплатёжеспособно, неконкурентоспособно, износ основных фондов достиг 95 %.

#### Банкротство
В марте 2009 года в арбитражный суд Волгоградской области поступило заявлении о признании банкротом ВОАО «Химпром», которое являлось собственником предприятия. В апреле суд ввёл процедуру наблюдения, а в октябре 2010 года — следующую процедуру, внешнее управление. Кредиторы стремились как можно скорее перейти к следующему этапу и распродаже имущества должника, а представители собственников заявляли о возможности выхода предприятия на прибыль и постепенном погашении долгов. В итоге 19 ноября 2012 года суд признал компанию банкротом, было открыто конкурсное производство.
В феврале 2014 года «Ростех» — владелец 51 % акций и залогодержатель 85 % имущества Химпрома (другие 15 % находились в залоге у банка «Петрокоммерц»), констатировал наличие на предприятии «системного кризиса», причинами которого стали устаревшие технологии и достигающий 95 % износ оборудования, вытекающая из этого высокая зависимость от цен на энергоресурсы и конкуренция с зарубежными производителями. В качестве решения был опубликован план ликвидации предприятия, по которому производственные мощности будут законсервированы, а 4,1 тысячи из 5,2 тысяч работников — уволены. В своей предвыборной кампании 2014 года Андрей Бочаров, избранный впоследствии губернатором области, заявлял о привлечении федерального центра для решения вопроса. Однако поставщики под давлением кредиторов прекращали поставки сырья на предприятие, а 25 сентября из-за отключения газа Химпром остановил работу. 17 октября собрание кредиторов приняло решение о прекращении хозяйственной деятельности на предприятии, после чего была запущена процедура ликвидации предприятия, началась подготовка к массовым сокращениям работников. В городе прошёл ряд митингов с требованием не допустить ликвидации производства и увольнения большого количества сотрудников. К началу 2016 года на заводе оставалось всего 182 работника, 170 из которых занимались дегазацией и консервацией оборудования.
В начале 2019 года имущественный комплекс был продан за 103 миллиона рублей. 12 декабря арбитражный суд завершил конкурсное производство, а уже 27 декабря налоговые органы внесли в ЕГРЮЛ запись о ликвидации юридического лица.

#### Реновация
С 2019 года планировалась полная реконструкция и перепрофилирование завода. На 25 гектарах были расположены 68 зданий, в том числе четыре цеха, не подлежащих восстановлению. Цех, выпускавший карбид кальция, планировалось реконстровать под выпуск ферросилиция под маркой «Волгоградского электрометаллургического комбината» с плановая мощностью 24 тыс. тонн в год к 2020 году. С нуля планируется построить завод по производству метанола мощностью 1 млн тонн в год к 2026 году. Его запуск был запланирован на 2022 год, затем перенесён. Среди участников проекта изначально были объявлены AEON, Mitsubishi Heavy Industries Engineering, Японский банк для международного сотрудничества, Haldor Topsoe, а объём инвестиций должен был составить 900 миллионов долларов США. После вторжения России на Украину в 2022 году данные инвесторы отказались от проекта. Планировалось также восстановить производство хлорной извести.

## Экологические проблемы

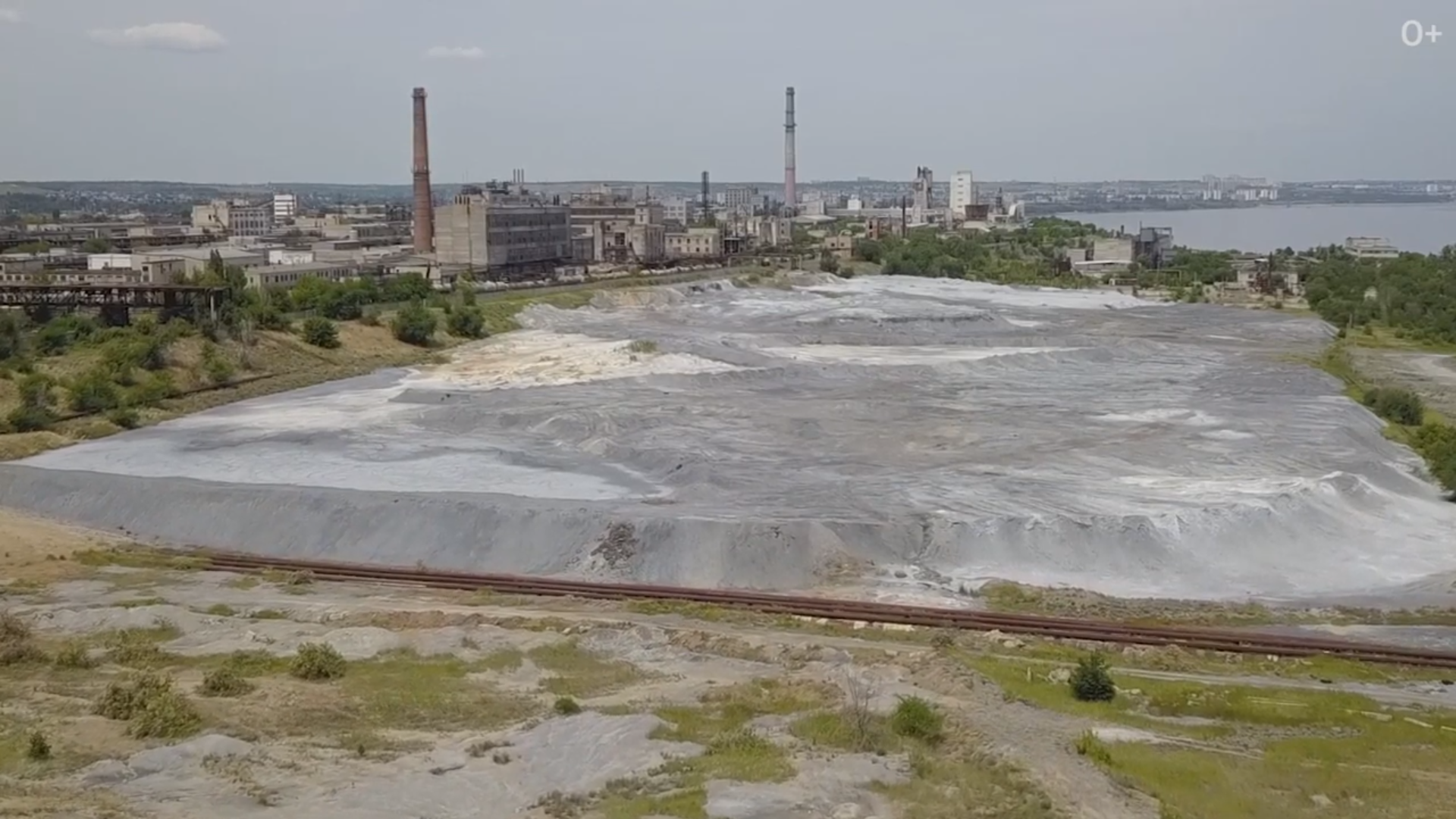
Шламонакопитель

Большая часть сточных вод завода сбрасывалась напрямую в Волгу. Стоки производств фосфорных отравляющих веществ после локальных очистных сооружений в ожидании паводка поступали систему прудов-накопителей и испарителей, так называемое «белое море», где предполагалось «вечное» хранение отходов. Шлам со станций очистки направлялся на шламонакопители. В феврале 1965 года произошёл прорыв дамбы, отделявшей «белое море» от Волги. Содержимое водоёма, которое накапливалось там долгие годы, вылилось в Волгу, в том числе и в Красноармейский (Сарептский) затон. Судостроительный завод вынужден был остановить работу из-за угрозы отравления рабочих испарениями загрязнённой воды. Поверхность Волги до самой Астрахани оказалась белой от потока мёртвой рыбы.
В 1993 году «белое море» засыпали.
В 1994 году было проведено экологическое исследование южного промышленного узла Волгограда, куда входил и Химпром. Наиболее значимыми и опасными выбросами предприятиями являлись хлор, хлористый водород, хлорированные углеводороды, хлорфосфорорганика, четырёххлористый углерод, сероуглерод, монохлористая сера. В пробах почвы, взятых в санитарной зоне Химпрома, были обнаружены значимые концентрации диоксинов, продуктов сжигания — так называемое загрязнение по вьетнамскому типу. Оказалось, что ранее на предприятии производилось сжигание отходов.
В 2014 году проектная документация по ликвидации накопленного «Химпромом» экологического ущерба и рекультивации «белого моря» успешно прошла госэкспертизу. Разработчики предусмотрели поэтапную выемку шлама и последующую рекультивацию земли с использованием природных сорбентов. По разным оценкам, на это потребуется от 4 до 12 млрд рублей. Планируется что работы будут проводиться за счёт федеральных субсидий.

## Продукция
Предприятие было создано для производства химического оружия и до развала Советского Союза занималось его производством: сначала иприт, потом зарин, зоман, V-газы.
Впоследствии было переориентировано на выпуск химической продукции технического назначения и производства товаров народного потребления.
Предприятие выпускало неорганические соединения, товары бытового назначения, хлорорганические соединения, полимеры и сополимеры, пластификаторы, растворители и хладоны (фреоны) и прочие продукты. У акционерного общества сложились устойчивые коммерческие связи с двадцатью зарубежными фирмами. Одними из крупнейших партнёров «Химпрома» являлись немецкая фирма BASF, голландская фирма DSM.
- производство химической продукции технического назначения:
  - хлор, каустик, полихлорвиниловая смола, четырёххлористый углерод[41];
  - неорганические и хлорорганические соединения (единственный в РФ крупный производитель хлорной извести[15])
  - полимеры
  - пластификаторы
  - растворители (в том числе половина российского производства дихлорэтана[15])
  - хладоны

## Руководители
- 1948—1958 — Беляев В. Д., лауреат Ленинской премии (1960)[11]:С. 282 — за организацию разработки и освоения промышленного производства фосфорорганического ОВ зарина
- 1965—1970 — Зимин В. М., лауреат Ленинской премии (1972)[11]:С. 282 — за разработку промышленного метода получения и освоение технологии производства фосфорорганического БОВ второго поколения — зомана
- 1970—1985 — Позднев Виктор Васильевич, лауреат Ленинской (1960, за организацию разработки и освоения промышленного производства фосфорорганического ОВ зарина) и Государственной (1982) премий[11]:С. 282
- 1985—2003 — Кутянин Леонид Иванович (1942 — 31 октября 2011[42]), сотрудник завода с 1964 года, лауреат Государственной премии Узбекской ССР имени Абу Райхона Беруни (1985), почётный химик СССР (1991)[43]

## Награды
В советское время предприятие получило следующие награды:
- Орден Ленина
- Орден Октябрьской Революции
- Юбилейный почётный знак ЦК КПСС, ПВС СССР, СМ СССР и ВЦСПС в ознаменование 50-летия образования СССР